# Major League Baseball 2K11
Major League Baseball 2K11 ou MLB 2K11 est un jeu vidéo de baseball sous licence MLB publié par 2K Sports. MLB 2K11 est disponible sur Windows, Xbox 360, PlayStation 3, PlayStation 2, PlayStation Portable, Wii et Nintendo DS.

## Accueil
- Jeuxvideo.com : 13/20[1]
- IGN : 7/10[2]